# Guillaume Delagrange
Pour les articles homonymes, voir Delagrange.
 Guillaume Delagrange, né en 1664 et mort le 7 mars 1733 à Lausanne, est un architecte suisse actif dans le canton de Vaud.

## Biographie
Guillaume Delagrange, protestant, originaire de Buxy (Saône-et-Loire), devient bourgeois de Lausanne dès 1701. Fils de Pierre, menuisier (voir Famille Delagrange), et de Marie Calais, il épouse en 1696 Jeanne-Françoise Cottonet, puis en 1716 Marie-Madeleine Rosset. 
Réfugié pour cause de religion avec son père à Vevey (1687), puis à Lausanne, il est initialement attesté comme menuisier, mais apparaît comme architecte et ingénieur dès 1711. 
Il a construit des temples, notamment ceux de Saint-Laurent à Lausanne (1716-1719), d'Échandens (1728-1729) et de Dommartin (1733-1734). En matière de châteaux, il a participé aux chantiers de ceux de Vullierens (1715-1717) et de Saint-Saphorin-sur-Morges (vers 1728-1730), ce dernier propriété de Pesmes puis de Mestral, et a lui-même construit ceux d'Orny (1727) et de Pampigny (vers 1731). 
Sa contribution à l'hôtel des Bains d'Yverdon (1732) est importante. Dans des centres urbains, outre la terrasse de la cathédrale de Lausanne (1716), on lui doit l’hôtel particulier de la Cour au Chantre à Vevey (1725-1729) et l'hôtel de ville de Saint-Maurice (1727-1732). Guillaume Delagrange réalisa également des cures, dont celle de Chexbres, 1730-1731, et des édifices utilitaires, tels les bâtiments de la saline de Bex (1718).
Ses fils Gabriel et Jean-Pierre Delagrange sont également architectes.